# Populacijska politika
Populacijska politika je politika koju provodi neka država, s ciljem usklađivanja demografske slike (broj, strukturu i razmještaj stanovništva).
Populacijsku politiku podrazumijeva skup akcija i mjera.
Tipovi populacijskih politika:
- Ekspanzivna (pronatalitetna) populacijska politika.
Cilj ove vrste politike je povećanje broja stanovništva, a provodi se u razvijenim zemljama. (npr. Švedska, Njemačka)

- Restriktivna (antinatalitetna) populacijska politika.
Ova politika se provodi najčešće u slabije razvijenim zemljama, a cilj joj je smanjenje broja stanovništva, odnosno sprječavanje daljnjeg porasta broja stanovnika. (npr. Kina)

- Redistributivna (razmještajna) populacijska politika.
Svrha provođenja redistributivne politike je da se osigura povoljniji razmještaj stanovništva. Često to uključuje i proces litoralizacije (naseljavanja stanovništva na obale). Ovu politiku provodi Francuska.

- Eugenička (kvalitativna) populacijska politika.
Eugeničkom politikom potiče se razvoj određenih ljudi, u biološkom smislu. Ova politika se danas više ne provodi, no Hrvatska je ovu politiku provodila za vrijeme NDH.